# Rabaçal (fromage)
Pour les articles homonymes, voir Rabaçal.
Le rabaçal est un fromage portugais.
Il tire son nom de celui de Rabaçal, une des freguesias (paroisse civile) de la municipalité de Penela, dans le district de Coimbra et l'ancienne province de Beira littorale, à environ à 200 km au nord de Lisbonne. Il bénéficie d'une appellation d'origine protégée (AOP).
C'est un fromage au  lait de chèvre  à pâte fraîche d'à peu près 1 kg. Cependant, ce fromage peut aussi être élaboré au  lait de brebis ou au  lait mélangé.